# Nabila Rmili
Nabilla Rmili, généralement orthographiée Nabila Rmili (amazighe : ⵏⴰⴱⵉⵍⴰ ⵕⵎⵉⵍⵉ, arabe : نبيلة ارميلي), née en 1974 à Casablanca, est une médecin et femme politique marocaine. Depuis septembre 2021, elle est maire de Casablanca. Elle est ainsi la première femme à occuper ce poste.  
Le 7 octobre 2021, elle est nommée ministre de la Santé et de la Protection sociale, par le roi Mohammed VI au sein du nouveau gouvernement marocain. Elle démissionne sept jours plus tard, pour se consacrer à la mairie de Casablanca à plein temps.

## Biographie

### Parcours professionnel
Au début de sa carrière professionnelle, elle travaille au service des urgences du centre hospitalier provincial de Ouezzane de 2002 à 2005, puis en tant que médecin-chef de l’espace santé des jeunes à la préfecture d’arrondissement Casa-Anfa, entre 2006 et 2010.
Elle occupe ensuite le poste de déléguée du ministère de la Santé à la préfecture d’arrondissement Ben M’sik entre 2010 et 2014, puis de déléguée du ministère de la Santé à la préfecture d’arrondissement Casa-Anfa entre 2014 et 2017.
Elle est directrice régionale de la santé de Casablanca-Settat à partir de 2017 et doit, dans ce cadre, gérer la pandémie de Covid-19.

### Parcours politique

#### Au sein du RNI
Elle est membre du bureau politique du Rassemblement national des indépendants (RNI), coordinatrice préfectorale du parti et présidente de l’association des professions de la santé du RNI.
Elle est vice-présidente du conseil de la ville de Casablanca chargée de la santé sous son prédécesseur, Abdelaziz El Omari.

#### Ministre de la Santé et de la Protection sociale
Le 7 octobre 2021, Mohammed VI nomme Nabila Rmili ministre de la Santé et de la Protection sociale dans le gouvernement Akhannouch. Elle fait alors partie des sept femmes nommées dans le gouvernement.
Le 14 octobre 2021, le cabinet royal annonce dans un communiqué que le roi Mohammed VI a nommé l'ex-ministre Khalid Aït Taleb ministre de la Santé et de la Protection sociale, en remplacement Nabila Rmili, qui avait démissionné pour se consacrer à sa mairie.

#### Élection à la mairie de Casablanca en 2021
Nabila Rmili devient maire de Casablanca en septembre 2021. 
Elle obtient 105 voix durant la séance de vote du président du Conseil, qui compte 131 membres et se déroule au siège de la wilaya de la région Casablanca-Settat. 
Le candidat du Parti de la justice et du développement (PJD), Abdessamad Haikar, recueille pour sa part 18 voix.
Cette séance est marquée également par l’élection des 10 vice-présidents, dont 5 femmes, et du secrétaire du Conseil, tous appartenant au RNI, au parti Authenticité et modernité (PAM) et au Parti de l’Istiqlal (PI).
La cérémonie de passation de pouvoir entre l’ancien maire sortant de Casablanca, Abdelaziz El Omari et la nouvelle Nabila Rmili se tient le 23 septembre 2021, sous la présidence du Wali de la Région de Casablanca-Settat Said Ahmidouch.

### Maire de Casablanca
Une des responsabilités légales du maire de Casablanca, après son élection, est de préparer un plan d'action communal (PAC) sur 5 ans afin d'améliorer la ville.    
Nabila Rmili charge le cabinet Inetum, accompagné du bureau d'études SUD (Sciences urbaines et développement) de réaliser le plan d'action de la commune de Casablanca pour la période 2023-2028.  
Le 19 mai 2023, le conseil municipal de Casablanca adopte le plan d’action communal présenté par Nabila Rmili.

## Vie privée
Son époux, Taoufik Kamil, dirige la Fédération marocaine des promoteurs immobiliers et est député du groupe RNI au Parlement depuis 2016,. 
Pendant les élections de septembre 2021, Taoufik Kamil est élu maire de l'arrondissement de Sbata (Casablanca), et démissionne de son mandat de député. 

### Articles wikipedia
- Commune de Casablanca
- Ville de Casablanca